# Sipos Gyula (katona)

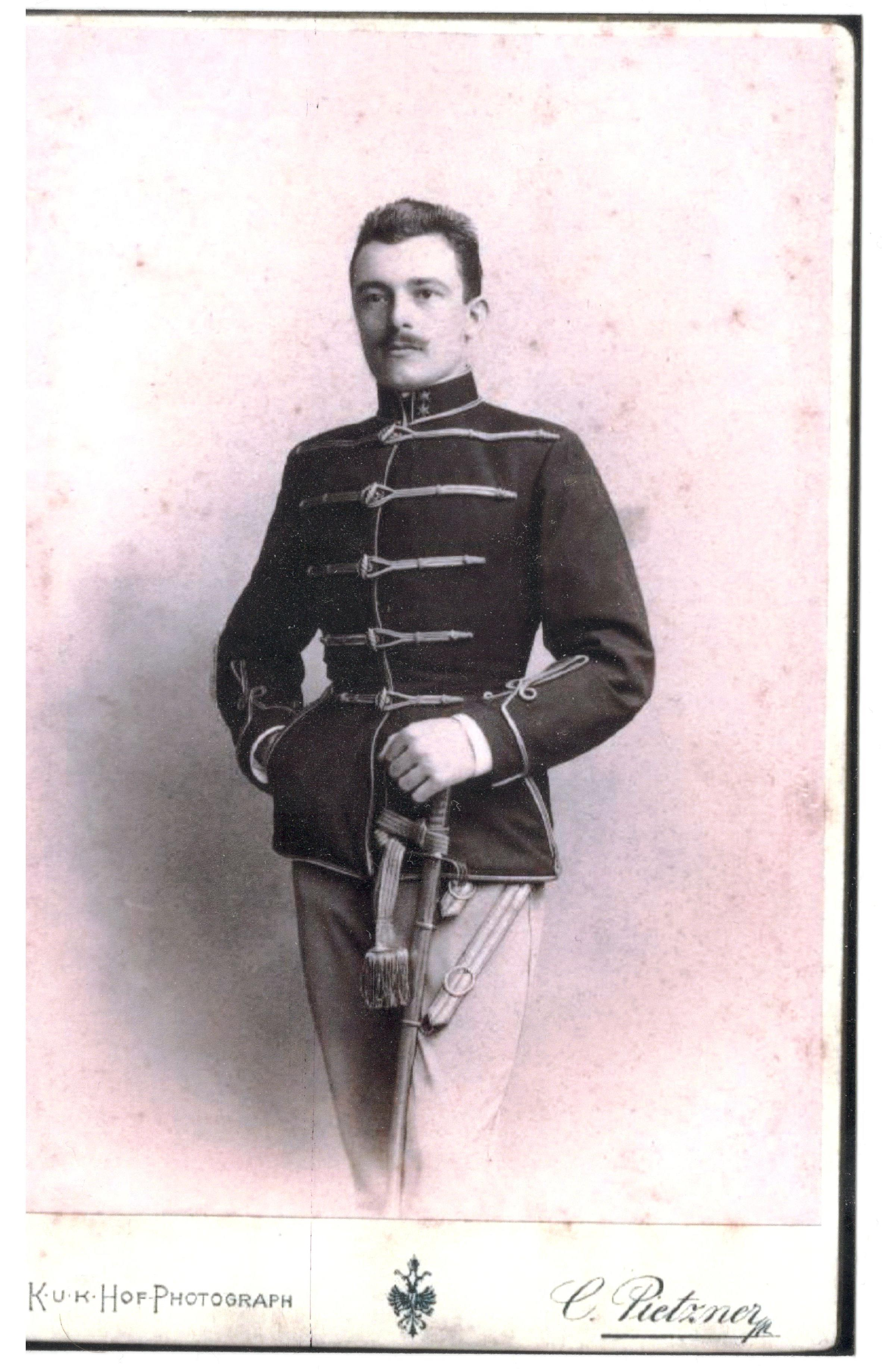
1896-ban Bécsben

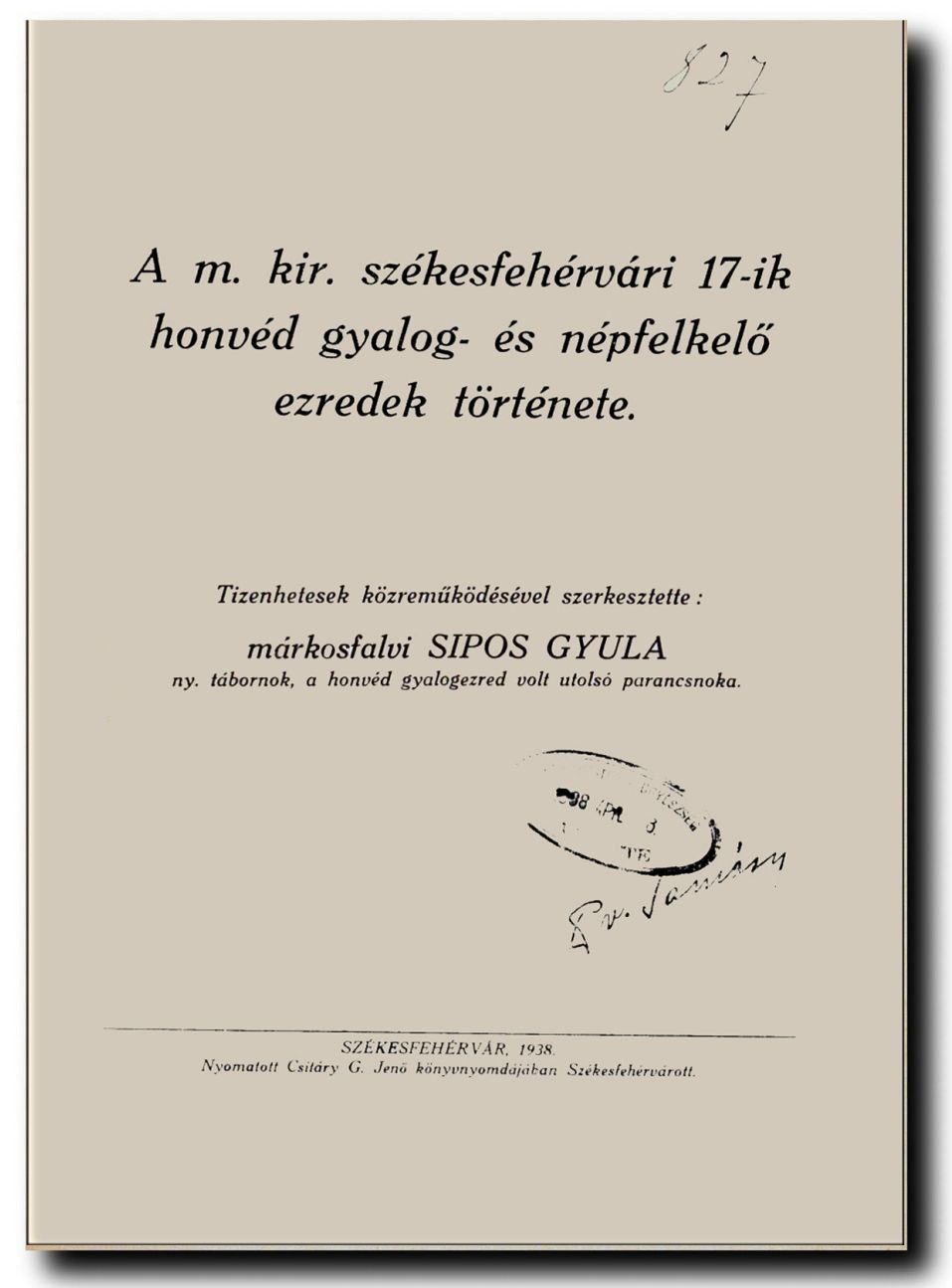
Sipos Gyula parancsnok (szerk.) A m. kir. székesfehérvári 17-ik honvéd gyalog -és népfelkelő ezredek története. 1937.

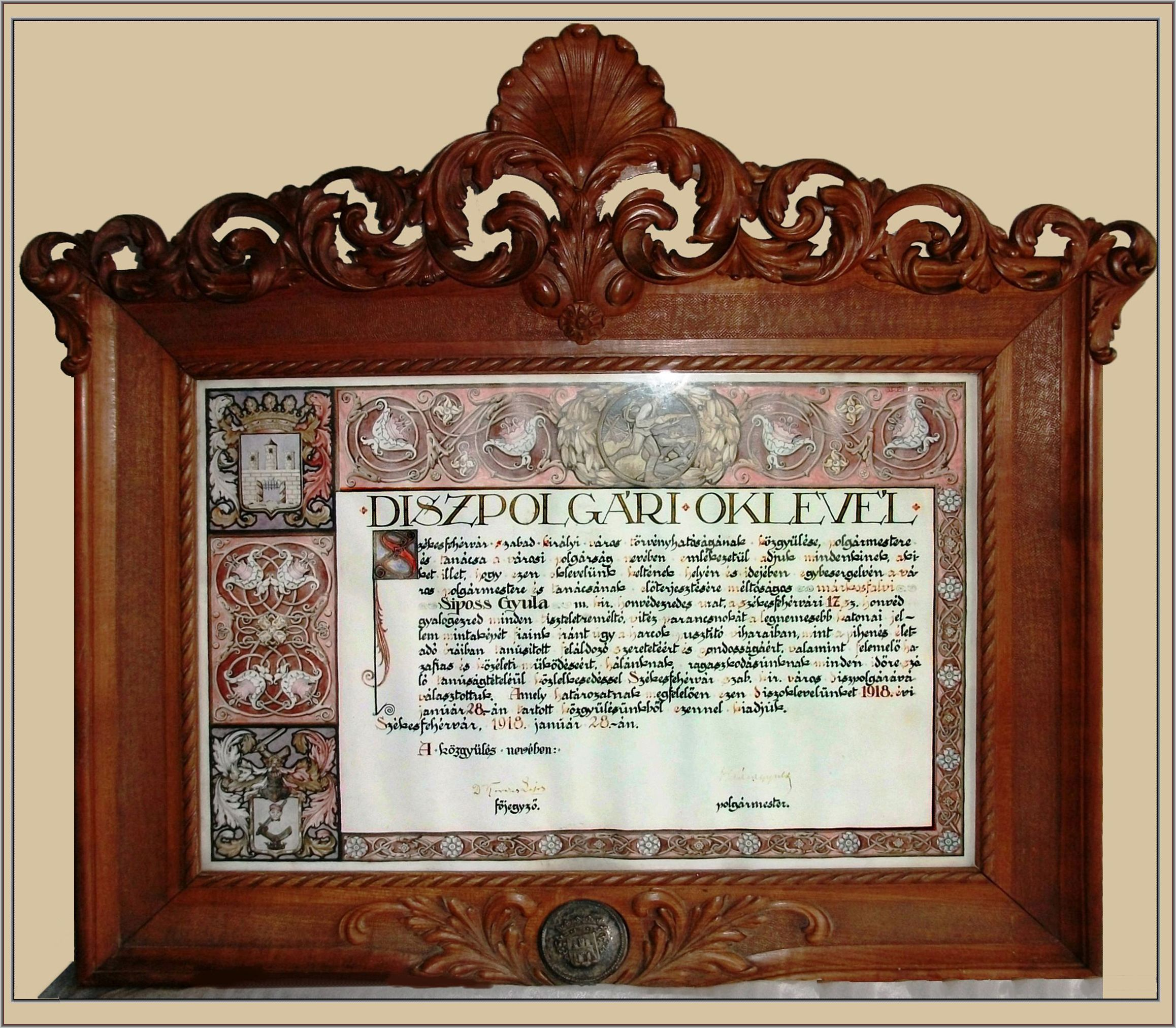
Sipos Gyula diszpolgári oklevele

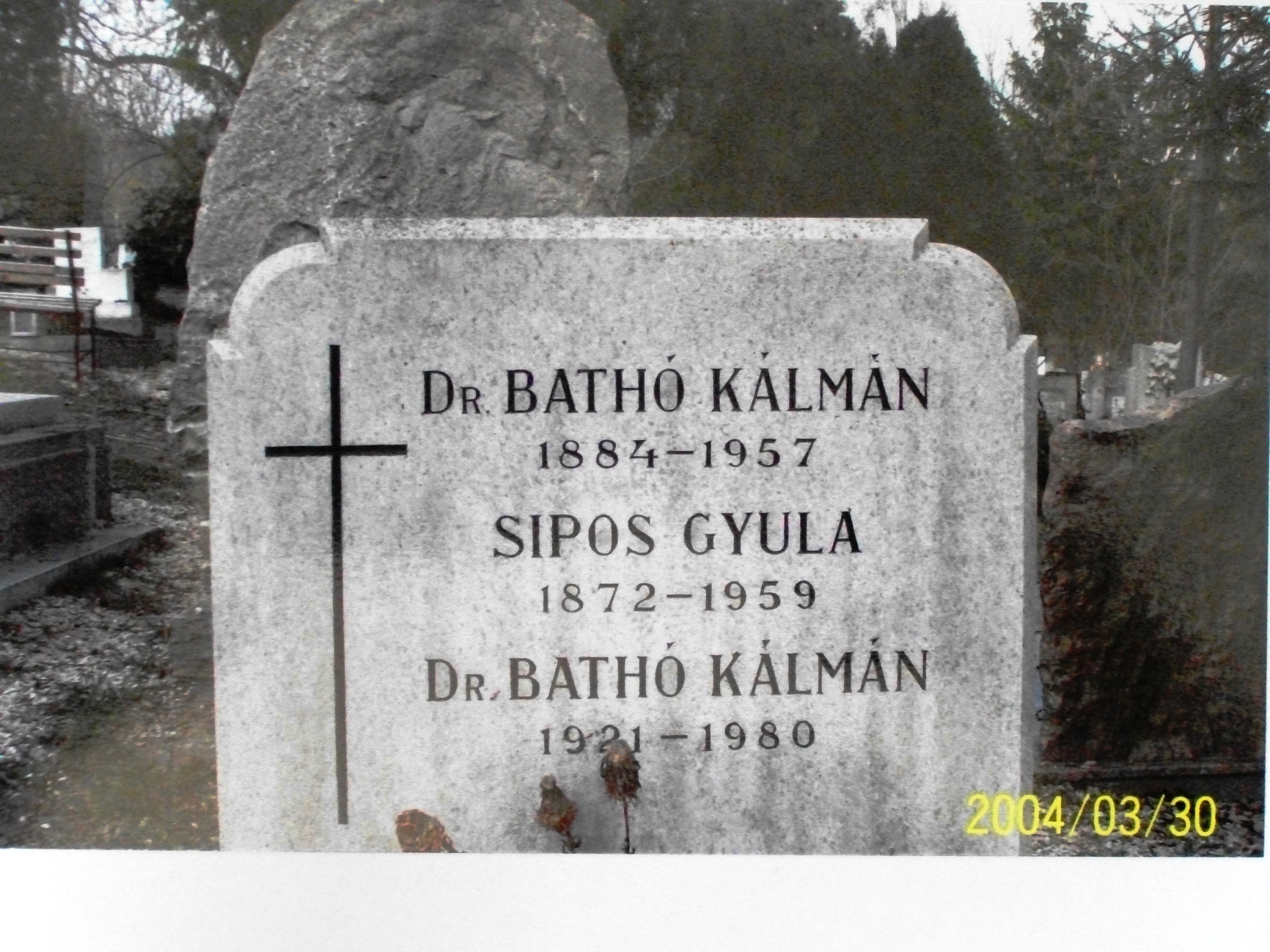
260pxSírja a Farkasréti Temetőben. 22/1/0/1/39. Védett sír 2013.

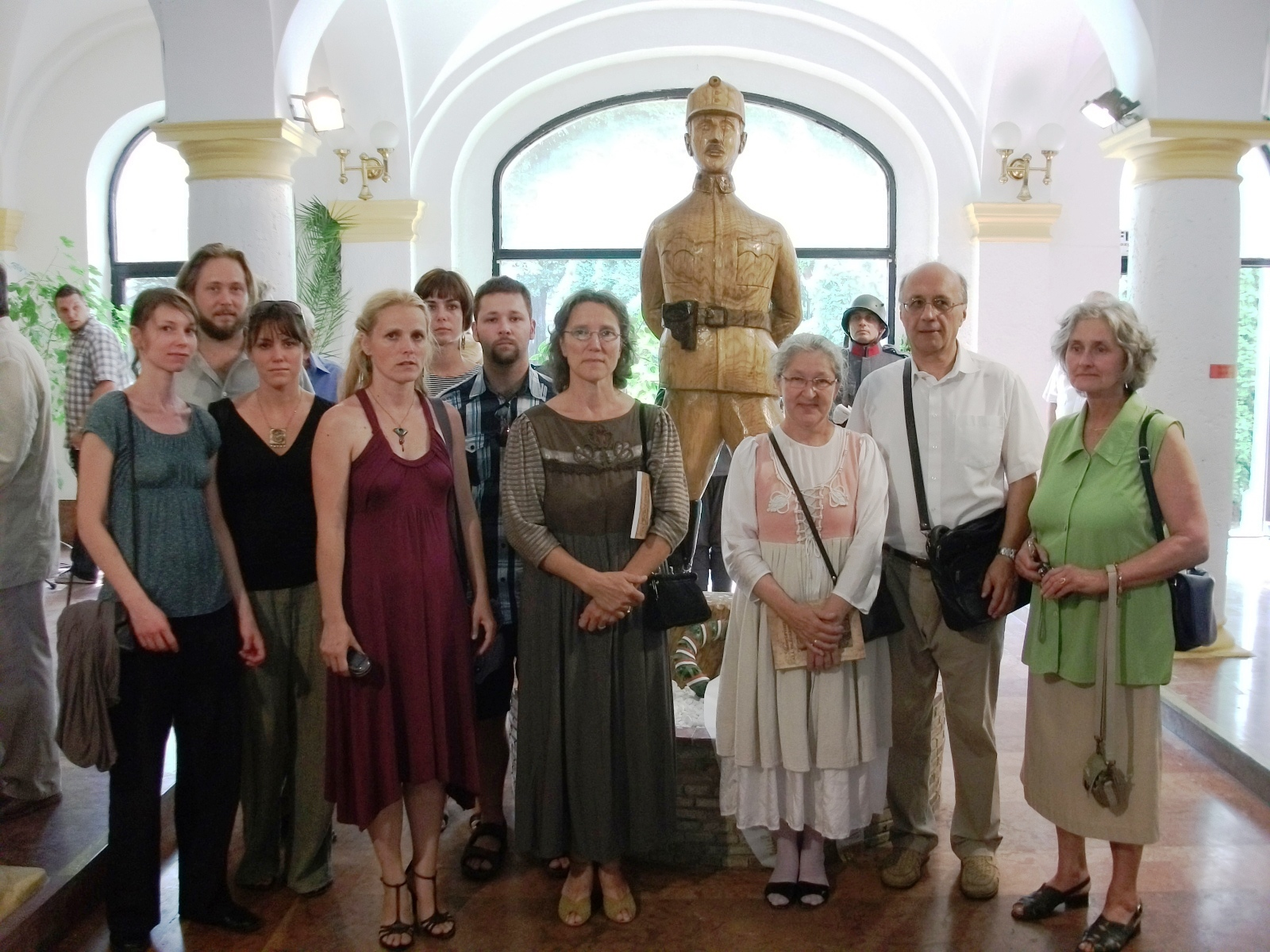
Márkosfalvi Sipos Gyula ezredes, az egykori Magyar Királyi 17. Székesfehérvári Honvéd Gyalogezred parancsnokának szobra Székesfehérváron. Előtte a Sipos család tagjai. 2011.

Sipos Gyula (Márkosfalva, 1872. szeptember 20. – Budapest, 1959. október 9.), magyar királyi ezredes, a Magyar Királyi székesfehérvári 17. honvéd gyalogezred parancsnoka (1915–1918), majd 1946-tól altábornagy.

## Ősei
Sipos Gyula apja Sipos György (Márkosfalva, 1841. szeptember 20. – Márkosfalva, 1928. január 13.), anyja Kovács (kézdivásárhelyi) Róza. (Kézdivásárhely, 1843. február 9. – Márkosfalva, 1889. április 12.).
Sipos Gyula a nemességszerző Sipos Bálint egyeneságú leszármazottja. A Sipos család: „Törzsökös székely család, melynek két tagját: márkosfalvi Sipos Bálintot és Demetert Báthory Zsigmond erdélyi vajda Gyulafehérvárott 1590. október hó 4-én kelt levelével a kézdiszéki primipilusok (lófők) rendjéből országos nemességre emelte és czímerül háromszegletű kék pajzsban görbe kardot tartó kart adományozott nekik.”
Sipos Gyula hagyatékából maradt irat:
Sipos Gyula  nemességigazolás iránti kérelmére, az alábbi választ kapta 
A márkosfalvi Sipos családnak 1590-ben Báthory Zsigmond erdélyi fejedelemtől nyert armális levele illetőleg czimere az Orsz. Levéltárban nem volt feltalálható, azonban találtatott egy 1804-ben kelt királyi leírat, mely szerint Sipos József és Gábor armális nemeseknek elismertettek, továbbá egy Sipos Gábor részére 1755-ben hozott erdélyi táblai ítélet, melyben egyebek között a szóban forgó armálisra is történik hivatkozás, s ezek kívánságára hiteles másolatban ki fognak adatni, ha a szabályszerű költségekre előlegül esetleg fedezetül szolgáló 16 koronát az Országos Levéltárnak beküld.
Sipos Gábor kérelme is megmaradt, ami a következő: 
Alulírott mély alázattal azon kéréssel fordulok Nagy méltóságodhoz, hogy Sipos Gyula és Béla testvéreimnek nemességük és márkosfalvi előnevük használatát az ugyanazon atyától és anyától származott alulírtra is kiterjeszteni méltóztassék. Kérelmem indoklásául mellékelem születési és anyakönyvi kivonatomat, valamint a kézdimárkosfalvi református pap 135/1912. sz. értesítését, melyek Sipos György és Kovács Rózától, Gyula és Béla testvéreimmel egy azon apánktól és anyánktól való származásomat igazolják, továbbá igazolják azt is, hogy a 117122/1901 számú belügyminisztériumi ügyszám alatt kelt átiratban említett Sipos Gábornak egyenes leszármazottja vagyok, mely említett 117122/1901 számú belügyminisztériumi átiratot magában felemlítő 9272/1901 sz. magyar királyi honvédelmi miniszteri rendelet másolatát is mellékelem, ebben Gyula és Béla testvéreim nemességének és márkosfalvi előnevének jogosultsága ismertetik el.” Igazolt nemesek névsora. 1899. SIPOS Márkosfalvi Gyula m. kir. honv. százados, *1872. Apja Sipos György a Sipos Sámuel fia. n. e. 117122/1899. „A m. kir. belügyminiszter Sipos Gyula magyar királyi honvédszázados és Sipos Béla testvérek régi nemességét, valamint a „márkosfalvi” előnév használatához való jogát f. évi 117122/1899. szám alatt igazolta.

## Életpályája
- A Ludovika Akadémiát Budapesten, ahol 1891-ben hadnaggyá nevezték ki, a hadiskolát Bécsben végezte. 1894. november 1-én a pozsonyi 13. gyalogezrednél főhadnagyi kinevezést nyert.[2]
- 1899. október 1-vel a debreceni 3. honvéd gyalog ezredhez, nevezték ki.
- Később, 1901-től, mint tanár a pécsi hadapródiskolában működött, 1911-ig, amikor mint őrnagyot a kassai 9. honvéd gyalogezredhez és 1914. október 15-én mint alezredest a brassói 24. honvéd gyalogezredhez helyezték át.
- Sipos Gyula 1915-től a székesfehérvári 17. honvéd gyalogezred parancsnoka volt.[3] 1915. május 23-án a korábban a Monarchia szövetségesének számító Olaszország az antanthatalmak oldalán lépett be a háborúba. Az olasz hadsereg már másnap benyomult az üresen hagyott határsávba, s megkezdte előkészületeit az Isonzó folyón történő átkelésre. Az 1915. július 18-a és augusztus 10-e között lezajlott második isonzói csata egyvalamiben biztosan különbözött a másik tizenegytől: ez volt az egyetlen, amikor a védekező Monarchia csapatainak nagyobb vesztesége volt, mint a túlerőben támadó olaszoknak. Ebben a vérzivatarban a székesfehérvári honvédek is keményen harcoltak a Doberdó-fennsík védelmében. Küzdelmük nyomán a csata kezdőnapja július 17 lett az alakulat ezrednapja is. Sipos Gyula (akkor még alezredes) vezetésével történt az ezred nagyon eredményes helytállása.[4] A Monarchia e területen csekély erőkkel rendelkezett, ám az olaszok viszonylag lassú felvonulása következtében időben tudott erőket átcsoportosítani erre a veszélyeztetett területre. A szemben álló felek az 1917. év őszéig 12 nagy csatát vívtak ezen a vonalon. Ebből 11 alkalommal az olasz hadsereg indított lényegében sikertelen támadást – a 12. isonzói csata a Monarchia hadseregének nagy győzelmét hozta. A 2. isonzói csatában, 1915. július 18–augusztus 10. között különösen heves harcok folytak a doberdói fennsíkon található Monte San Michele birtokáért. Az olaszok több mint kétszeres létszám- és tüzérségi fölény birtokában indították meg újabb és újabb támadásaikat. E magaslattól délnyugatra a 197. magaslati pontot a Sipos Gyula alezredes vezette 17. honvéd gyalogezred katonái védték. Az olaszok július 20-án elfoglalták a Monte San Michele-t és San Martino községet, ám a 197. magaslatra indított támadásaik mindannyiszor kudarcot vallottak. Ez tette lehetővé, hogy a Monarchia csapatai másnap visszafoglalják a Monte San Michele-t. A 2. isonzói csata végül az olasz támadás kudarcát hozta. Sipos Gyula alezredes a többszörös túlerőben lévő ellenség támadásának visszaveréséért megkapta a tiszti arany vitézségi érmet. Sipos Gyula az első Isonzó-csatától a háború befejezéséig az olasz fronton harcolt.[5]
- Az ezred 1918. november 17-én érkezett vissza béke helyőrségébe, majd december 10-én szűnt meg, egyúttal a 69.gyalogezredből és a 17. gyalogezredből alakult meg a 17. magyar gyalogezred. Ez az alakulat a jogelődje a későbbi székesfehérvári m.kir. 3. Szent István gyalogezrednek.[6]
- 1918-ban  Székesfehérvár szabad királyi város díszpolgára lett.
- Sipos Gyula részt vett egy ideig Stromfeld Aurél vezérkari főnök irányítása alatt a Tanácsköztársaság harcaiban, amikor a románok betörtek és Szolnokig jutottak. 1920-ban internálták, de katonai kitüntetései miatt nem bántották, nyugdíjazták. Irodalom: Sipos Gyula részvétele a Tanácsköztársaság harcaiban. 1919. április 21.-május 15.[7]
- Sipos Gyula I. világháborús harcairól két könyv jelent meg.[8][9]
- Sipos Gyula ezredes 1928-ban emlékművet állított a gyalogezred hőseinek Székesfehérvárott.
- 1946. április hó 1-ével nyugállományú altábornaggyá léptette elő Tombor Jenő vezérezredes, Honvédelmi miniszter javaslatára Szakasits Árpád köztársasági elnök.
- Nyugdíjasként, elfeledve élt Budapesten 1959-ben bekövetkezett haláláig.

## Családja
Sipos Gyula első feleségétől két leánya született Sipos Gabriella, (Babi) (Pécs, 1904.-†Budapest, 1955.), Fedák Béláné és Sipos Mária (Mici) (Pécs, 1905.-†Budapest, 1998.) Bocskor Gézáné. Egyik leányának sem született gyermeke, így a család ezen az ágon kihalt. Sipos Gyula két testvérének, Sipos Bélának és Sipos Etelkának, Jakó Pálnénak viszont él kiterjedt családja.

## Emlékezete
- Sipos Gyula életével és a Sipos és rokon családok történetével Sipos Gyula testvérének Sipos Bélának egyik unokája Dr. Sipos Béla, – jelenleg közgazdász emeritus professzor a Pécsi Tudományegyetemen – 1985 óta foglalkozik. Kutatási eredményei, így a Sipos Gyulára vonatkozó információk megtalálhatók az interneten.[10] A kutatási eredményeit 2015 óta kezdte meg publikálni a MACSE MATRIKULA internetes szaklapban.[11] Sipos Béla internetre elhelyezett családtörténetét megtalálta Rózsafi János hadtörténész és Dr. Görög István Székesfehérvárott szolgáló ezredes, akik 2010-ben találkoztak Sipos Bélával és ekkor kezdődött meg Sipos Gyula rehabilitációja és eredményeinek elismerése.
- Sipos Béla és felesége Rédey Katalin átadta Sipos Gyula székesfehérvári díszpolgári oklevelét a Székesfehérvári Helyörökségtörténeti Emlékgyűjtemény számára 2010-ben, majd Sipos Gyula emlékszobát alakítottak ki.
- Sipos Gyula iratait, fotóit dr. Nedeczky László (1913–2008) – a magyar és a nemzetközi vívósport meghatározó alakja – őrizte, akinek felesége Sipos Gyula második feleségének leánya Bathó Márta volt. A Nedeczky-Bathó családban Sipos Gyulát "Atyus"-nak hívták.
- 2011. július 18-án (a Magyar Királyi 17. székesfehérvári honvéd gyalogezred emléknapja) került sor márkosfalvi Sipos Gyula magyar királyi ezredes (az ezred egykori parancsnoka) szobrának avatása. Alkotó: Horváth Lajos. Helye: Székesfehérvár, Tiszti Klub (az ezred egykori laktanyája) Malom u. 2.[12][13][14]
- Székesfehérvár MJV Közgyűlése Sipos Gyula emlékére díjat alapított, melyet minden évben egy székesfehérvári katona érdemeit elismerve adnak át. Az első átadás 2012 májusában történt, Hende Csaba honvédelmi miniszter jelenlétében.
- Somogyi Győző festőművész, aki 100 magyar hős arcképét festette meg és kiadta. A Magyar hősök arcképcsarnokában Sipos Gyula festménye is található.[15]
- 100 esztendeje nevezték ki Sipos Gyula ezredest a Magyar Királyi 17 honvéd gyalogezred parancsnokának. A Honvédség és Társadalom Baráti Kör Székesfehérvári Szervezete erre emlékezve megemlékezést és koszorúzást szervezett 2015. január 26-án a Farkasréti temetőben Márkosfalvi Sipos Gyula altábornagy a Magyar Királyi 17. honvéd gyalogezred egykori parancsnokának, Székesfehérvár Város Díszpolgárának sírjánál.
- A Nemzeti Emlékhely és Kegyeleti Bizottság a Farkasréti temetőben található sírhelyét (22/1-1-39) a Nemzeti sírkert részévé nyilvánította.[16][17]

- A Farkasréti Temető nevezetes halottainak a listája.[18]
- 2016. november 18-án Székesfehérváron mutatták be a „Csak még egyszer előre” c. Burján Zsigmond filmjét, ami emléket állított Sipos Gyulának is.
- A film HD minőségben letölthető az interneten.[19][20]
- ujszo.com Vadas Zsuzsa. „Ha kimegyek a doberdói harctérre...” – Találkozás egy megszállott filmessel, Burján Zsigmonddal, a „Csak még egyszer előre” c. film rendezőjével. Kérdés: A film szereplői valóságos személyeket elevenítenek meg? Válasz: Csak Sipos Gyula ezredparancsnok esetében. Őt fiatalon Tűzkő Sándor, a tizenöt évet a fehérvári Vörösmarty Színházban töltő színművész kelti életre, időskorában Matus György miskolci színművész.
- Burján Zsigmond filmje. Csak még egyszer előre! Magyar Nemzet. 2021. április 20. Csak még egyszer előre
- 2018. október 13.-án Székesfehérvárott megalakult a 6. Sipos Gyula Területvédelmi Ezred.[21]
- 2018. december 16-án Kápolnásnyéken a Deák Ferenc utca 10. alatt a Dabasi-Halász-kastély kertjében avatták fel Bíró Lajos Sipos Gyuláról készített domborművét.[22]
- Kovács V. Orsolya. Te tudod, mi a zászlóanya ? Székesfehérvár. fmc.hu 2018. 10. 18. „Őszintén bevalljuk: nekünk fogalmunk sem volt. De most megtudtuk, sőt találkoztunk is eggyel! Méghozzá október közepén, az MH 6. Sipos Gyula Területvédelmi Ezred megalakulása alkalmából tartott csapatzászló átadási ünnepségen. A hagyományok szerint olyan személyiséget választanak névadónak a katonai szervezetek, akinek munkássága és személyisége jó például szolgálhat a mai katonáknak. A névadó Sipos Gyula katonai pályafutása erősen kötődik Székesfehérvárhoz – többek között a székesfehérvári Magyar Királyi 17. Honvéd Gyalogezred révén. Az ezred zászlóanyja, aki ünnepélyesen felkötötte a dísz szalagot a köztársasági elnök által adományozott zászlóra, Nedeczky Ildikó, Sipos Gyula unokája – pontosabban második feleségének unokája.”[23]
- 2018. Október elsejével megalakult a 6. Sipos Gyula Területvédelmi Ezred Székesfehérváron, így a katonai hagyományokhoz híven ünnepélyes ceremónia keretein belül adományoztak csapatzászlót az ezrednek. Fehérvár. Közéleti hetilap. 2018.10.18.[24]
- A Magyar Honvédség 6. Sipos Gyula Területvédelmi Ezred névadójának Sipos Gyula altábornagy halálának 60. évforduló megemlékezés volt a sírjánál 2019. október 11-én. Budapest Farkasréti temető, 22/1 parcella 1 sor 39. sírhely.
- Tamás Sándor facebook. Der Tapferkeit, azaz Vitézségért.  Emléktáblát avattak kézdimárkosfalvi Sipos Gyula ezredesnek Kézdimárkosfalván. A Magyar Királyi székesfehérvári 17. honvéd gyalogezred egykori parancsnoka innen, Háromszékről indult és tüntette ki magát az első világháború csataterein. Altábornagyként vonult nyugállományba, Székesfehérvár díszpolgáraként. Emlékezzünk katonahőseinkre! [25]

## Fontosabb kitüntetései
- Vaskorona-rend hadiérme és kard II. osztály [1917. XI. 7./60] és III. osztály [Sipos Gyula 24. h. gy. Ezredbeli alezredes a 17. h. gyalog ezred parancsnoka. M. kir. 81. h. gy. Dandár kitüntetési javaslata alapján.[26]
- Lipót-rend lovagkeresztje [M. kir. 81. h. gy. Dandár kitüntetési javaslata alapján 1916 III. 27.74. az ellenség előtt tanúsított vitéz és eredményes magatartásának elismeréséül. Sárkány Obst. M. p. német nyelven] [27]
- Tiszti arany vitézségi érem [1922. XII. 6.], Károly-csapatkereszt, II oszt. német vaskereszt.[28]
- Vörös kereszt, tiszti keresztje II. oszt. [1916. jún. 3. német nyelven], katonai érdemkereszt III. osztálya [1916 XII. 11. Az ellenség előtt tanúsított vitéz magatartása elismeréséül. Német nyelven.]
- Hadirokkant érem, Királyi porosz vaskereszt 2. oszt. [1917. 145.] stb. Igazolványt kapott a „Hadirokkant jelvény (érem)” viselésének jogosultságára a sebesülési érem szalagján.

## Videófelvételek
- Burján Zsigmond rendező: Csak még egyszer előre. A székesfehérvári 17. honvéd gyalogezred és parancsnoka, márkosfalvi Sipos Gyula ezredes története az I. világháborúban. – Youtube.com, Közzététel: 2020. február 3.
- Koszorúzás Sipos Gyula altábornagy sírjánál. 2015. január 26. Krajczáros Alapítvány. – Youtube.com, Közzététel: 2015. január 26.
- Sipos Gyula-díj átadása. A Honvédelem Napja-Gálest-Székesfehérvár. 2015. május 22. Alapítvány Krajczáros.– Youtube.com, Közzététel: 2015. május 22.
- Komplex kiképzési harcászati foglalkozást hajtottak végre az MH 6. Sipos Gyula Területvédelmi Ezred önkéntes tartalékosai az MH Bakony Harckiképző Központ újdörögdi bázisán, november 9-12. között. – Youtube.com, Közzététel: 2020. november 11.
- A túléléssel ismerkedhetnek a Honvédelmi Tábor résztvevői. 28 fiatal tanulhatta meg a túlélés alapvető szabályait a Honvédelmi Táborban. Zalaszabarban második alkalommal szervezte meg a programot a Magyar Honvédség 6. Sipos Gyula Területvédelmi Ezred. Az öt nap alatt többek között akadálypálya és különböző előadások is várták a gyerekeket. – Youtube.com, Közzététel: 2021. augusztus 26.